# ジェイソン・ホワイト
ジェイソン・ホワイト (Jason White)はアメリカのギタリスト。アメリカのパンク・ロック・バンド、グリーン・デイのサポートメンバー・ツアーギタリストであったが、2012年に正式にバンドの4人目のメンバー・ギタリストとなった。コーラスも担当。

## 来歴
1973年11月11日、アメリカのアーカンソー州、リトル・ロックに生まれる。
グリーン・デイとは、1993年の「ホェン・アイ・カム・アラウンド」以降、「ウェイク・ミー・アップ・ホウェン・セプテンバー・エンズ」「21ガンズ」「ラスト・オブ・ジ・アメリカン・ガールズ」「オー・ラヴ」などのミュージック・ビデオに出演し、1999年からはツアーに帯同、以後サポートギタリスト兼コーラスとして活躍した。
バンド自体としても20年近くの交流、サポートメンバーとして参加して以降も10年以上のキャリアと親交がかなり深いこともあり、2012年にアルバム3部作『ウノ!』『ドス!』『トレ!』の発売を機に、正式にバンドの4人目のメンバー・ギタリストとなったことが発表された。

## 人物
- 2014年12月に扁桃がんであることが明らかとなった。[1]

## 使用楽器
- ギブソン・レスポール
- ギブソン・ES-335